# パシンペロン
パシンペロンは、ホリプロコムに所属していた元・女性お笑いコンビ。
コンビ名は、メンバーの岡ちゃんがほくろ38コ時代に出演した『内村さまぁ〜ず』（ミランカ）の第33回において、「この日限りのコンビ名」として内村光良に付けられた「パシン！ペロン！」に由来している。

## メンバー
- はやぶさゆか（1980年4月15日（44歳） - 、ツッコミ担当）
静岡県富士市出身、身長153センチメートル、血液型はB型。愛称は主に「ぶっさん」。
前コンビはクルクルキューティクル（2008年3月31日解散）。
- 岡ちゃん（おかちゃん、1985年3月19日（39歳） - 、ボケ担当）
群馬県高崎市出身。
前コンビは「ほくろ38コ」（2008年3月解散）。また、その前は「ほくろ48個」というトリオのメンバーだった。
相方の早房と初めて出会ったのは、ほくろ38コ時代に出場したライブ『ピラミッダー』であり、当時は早房がクルクルキューティクルのメンバーでMCを務めていた[2]。

## 略歴
はやぶさの前コンビ・クルクルキューティクル、岡ちゃんの前コンビ・ほくろ38コがそれぞれ解散した後、2008年4月に結成。同年4月10日の『実験ライブ〜お笑い春の陣』（東京都中野区・なかの芸能小劇場）が、パシンペロンとしての初舞台となった。はやぶさ、岡ちゃんとも前コンビの相方にフラれる形で解散し、二人とも「失恋話から盛り上がっていって」結成に至ったという。
パシンペロンとして初の出場となった『M-1グランプリ2008』では、2回戦まで進出。
日本テレビの『火曜サプライズ』（『サプライズ』水曜日 → 2010年1月からの『SUPER SURPRISE』月曜日から引き続き）、『天才!志村どうぶつ園』では前説を務めている。
はやぶさは岡ちゃんのことを「ビジネスパートナーだが、子供みたいだし、世間知らずで危なっかしい」と思い、岡ちゃんははやぶさのことを「自分の保護者で、酒の強いお姉ちゃん」と思っているという。
2014年3月いっぱいで、コンビでの芸人としての活動を終了、はやぶさはスピリチュアル芸人として、岡ちゃんはイラストレーターとして活動。二人組んでのコラボは今後もしていく予定であるという。
コンビ解散後もはやぶさは「パシンペロンはやぶさ」の名前で活動している。

## 芸風
始めのあいさつでは、はやぶさがメガホンで「パシーン！」と叩き、叩かれた岡ちゃんが「ペローン」と舌を出すというようになっている。ネタ中でも、岡ちゃんは叩かれるたびに舌をちょっと出すという形をとっている。芸のスタイルとしては、岡ちゃんが一人芝居を始め、そこにはやぶさが突っ込む形のもの、または幼稚園または教育番組の設定のコントで絵描き歌の形式のものなどがあった。最後でははやぶさが岡ちゃんの足を引っ張って倒し、コントの締めにすることがある。当初は二人ともショートオールのような服がステージ衣装だったが、その後はやぶさがスーツのような姿→ドレス姿、岡ちゃんがTシャツにオーバーオールという格好での出演もしていた。お絵描きコントでははやぶさが幼稚園の先生、岡ちゃんが幼稚園児のような格好をすることがあった。なお、このお絵描きコントの落ちで使うイラスト、紙芝居の絵は共に岡ちゃんが描いている。他、コントには岡ちゃんが「天パーマン」に扮して悩みを解決するというネタなど多くあった。
結成したばかりの頃は、「後で使いますBOX」と書かれた箱を使い、そこからモノボケに使う物を出してネタを披露していたということがあった。
ネタ作りについては、岡ちゃんがアイデアを出して、はやぶさがそれをまとめるという形が主であるという。アイデアによっては、二人では出来なさそうなネタも出て来るので困ることもあったという。

## 出演

### テレビ
- ニンニンちくび（インターネットテレビ） - 2008年4月23日、2008年7月26日、2008年8月26日、2008年12月12日
- 内村さまぁ〜ず（ミランカ、第33回） - 岡野のみ「ほくろ38コ」の時に出演
- 愛のワンニャン大作戦（BS朝日） - 2008年11月21日
- QVC（テレビショッピング専門チャンネル）- 2010年1月6日、はやぶさのみ矯正下着のモデルとして出演
- ウケウリ!!（日本テレビ）
- こころの遺伝子 〜あなたがいたから〜（NHK総合）- 2010年5月10日「三宅裕司 編」に、はやぶさのみ劇団員（再現VTR）役で出演
- 女神のマルシェ（日本テレビ）
- プロポーズ兄弟〜生まれ順別 男が結婚する方法〜（フジテレビ）- 『第3夜・末っ子が結婚する方法』（2011年2月23日）、岡野のみ ミキ 役
- 生活向上エンタテイメント あなたのお家診断（BS TwellV）- 2012年1月28日
- キューピッドは芸能人 タカトシのラブカ〜恋が生まれる運命のカード〜（日本テレビ）- 2013年2月5日、岡野のみ
- ヨルスパ!「ザキヤマ☆オカダの金コンサルタント」（関西テレビ放送）- 2013年3月19日
- 女神ビジュアル（NHK BSプレミアム）- 2013年3月20日
- 森田一義アワー 笑っていいとも!（フジテレビ）- 「見えすぎちゃう!?スピリチュアル芸人 パシンペロンのコーナー」（2013年5月16日 - ）[8]
  - 笑っていいとも!増刊号（フジテレビ）
- 芸人報道（日本テレビ）- 2013年5月13日、5月20日　はやぶさのみ
- 今夜くらべてみました（日本テレビ）- 2013年6月18日
- 法円坂ホラー研究会 谷町第二高等学校（BS-TBS）- 2013年6月21日、2013年6月28日、2013年8月9日、2013年11月8日、2013年11月15日、2013年12月6日、2013年12月13日　はやぶさのみ
- 『ぷっ』すま（テレビ朝日）- 2013年6月21日
- FNS27時間テレビ 女子力全開2013 乙女の笑顔が明日をつくる!!（フジテレビ）- 2013年8月4日「女芸人100人アンケート」コーナー出演
- お願い!ランキング（テレビ朝日）- 2013年8月14日、はやぶさのみ
- ドリーム²クリエイター（テレビ東京）- 2013年8月28日
- 噂の現場直行ドキュメン ガンミ!!（TBSテレビ）- 2013年11月8日
- ギョクセキっ!（関西テレビ放送）- 2013年11月25日
- アノ人たちの作り方 〜なぜこうなった!?ファクトリー〜（フジテレビ）- 2013年11月27日
- 情報ワイド てっぺん静岡（テレビ静岡）- 2013年12月2日 - 6日
- 今夜くらべてみました（日本テレビ）- 2013年12月10日
- SOON!!くま☆ぶさ〜勝手にスピリチュアル!〜（静岡第一テレビ）- 2014年2月2日　はやぶさのみ

### ラジオ
- EMOTIONAL BEAT（レインボータウンFM）
- 吉田照美 ソコダイジナトコ（文化放送）- 2012年7月13日、はやぶさのみ
- Co-sotto 1-6（FM NACK5）- 2013年4月20日、2013年6月15日
- 吉田照美 飛べ!サルバドール（文化放送）- 2013年8月6日、はやぶさのみ
- ピピッとサンデー Waku Waku Mix（文化放送）- 2013年8月11日、はやぶさのみ
- face（JFN系列）- 2013年9月3日
- 峰竜太のミネスタ（RFラジオ日本）- 2013年11月11日、はやぶさのみ
- RADIPEDIA（J-WAVE）- 2013年11月28日、はやぶさのみ
- J-WAVE TOKYO MORNING RADIO（J-WAVE）
- 後藤麻衣の心配ないさぁ〜!!（RFラジオ日本）- 2014年1月3日
- 古坂大魔王 ツギコレ（ニッポン放送）- 2014年1月4日、はやぶさのみ
- BAY LINE GO!GO!（bayfm）- 2014年1月14日

### ネットTV
- 狩野英孝の行くと死ぬかもしれない肝試し（Bee TV）
- 姫リアンズTV（Ustream）
- プチ∞ラジ（WALLOP）- レギュラー

### ライブ
- ピラミッダー（Studio twl　レギュラーMC） - はやぶさはクルクルキューティクル時代から継続して務めている。
- ホリプロライブNEXT
- ホリプロライブNEO
- 実験ライブ
- ひとりよがり
- TOMATO LIVE
- 雷ライブ（浅草東洋館）
- おひねりライブ（横浜市関内・イエローワーム）
- おしゃべりアリス（イエローワーム）- トリコロールと2組でのライブ
- TEPPEN
- テッペンハニー
- スマイル☆スパーク
- お笑いガールズコレクション
- キャンディーボックス（Studio twl）
- ガールズガーデン（Studio twl）
- ぶっさん会ライブ（Studio twl）